# Rocce vulcaniche ad alto contenuto di magnesio
Si definiscono rocce vulcaniche ad alto contenuto in magnesio quelle che contengono oltre il 18% in peso di MgO sul totale della roccia, contro il normale valore inferiore al 10% della maggior parte delle rocce vulcaniche basiche. Le Maitre et al. (1989), suggeriscono di chiamarle rocce picritiche. Si tratta di un gruppo di rocce effusive (e più raramente subvulcaniche) ultrabasiche che si rinvengono per la maggior parte in terreni precambrici e sono il frutto della fusione ad altissima percentuale delle peridotiti del mantello.

## Composizione
Come per le peridotiti da cui derivano, queste rocce sono composte quasi esclusivamente da olivina ricca in magnesio e subordinato clinopirosseno (prevalentemente augite) in una più o meno ampia matrice di vetro. Sia i minerali che il vetro sono quasi sempre alterati e spesso la roccia ha subito un metamorfismo che ha obliterato totalmente o quasi la mineralogia originaria.

## Classificazione delle rocce vulcaniche ad alto contenuto in magnesio
La classificazione di queste rocce, per l'abbondante presenza di vetro vulcanico, si fa esclusivamente su base chimica, per cui necessitano di un'analisi chimica. Si è discusso a lungo se esse possano essere rappresentate nel diagramma di classificazione TAS. Dal punto di vista del rapporto silice/alcali, esse ricadono nell'angolo in basso a sinistra di questo diagramma occupando in parte i campi di foiditi, picro-basalti, basalti, andesiti basaltiche e andesiti ma occorre fare ulteriori precisazioni sul contenuto di MgO, TiO2 e SiO2.  Lo schema qui riportato è quello proposto da Le Maitre et al., 1989. 

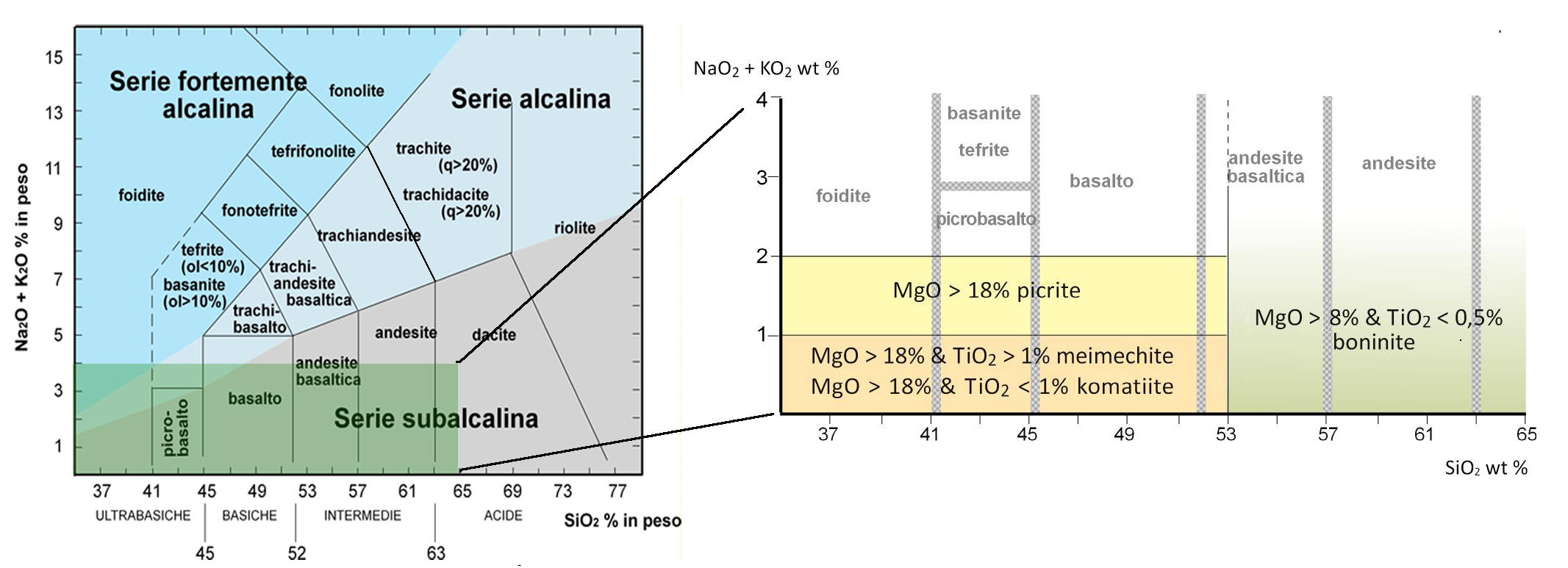
Collocazione nel diagramma TAS (a sinistra) delle rocce vulcaniche ad alto contenuto di magnesio. Esse occupano la parte in verde. Nell'ingrandimento a destra in grigio sono indicati i limiti e i nomi dei campi del diagramma TAS (da Le Maitre et al., 1989, ridisegnato)

In esso si riconoscono quattro litotipi che sono così definiti:
- picrite: contiene oltre il 18% di MgO, tra l'1 e il 2% di alcali (Na2O + K2O) e tra il 30 e il 53% di SiO2;
- komatiite: contiene oltre il 18% di MgO, meno dell'1% di alcali (Na2O + K2O), meno dell'1% di TiO2 e tra il 30 e il 53% di SiO2;
- meimechite: contiene oltre il 18% di MgO, meno dell'1% di alcali (Na2O + K2O), più dell'1% di TiO2 e tra il 30 e il 53% di SiO2;
- boninite: contiene oltre l'8% di MgO, meno dello 0,5% di TiO2 e tra il 53 e il 65% di SiO2, mentre il contenuto in alcali è basso ma ininfluente.

Le Bas (2000) ha modificato alcuni di questi parametri, abbassando per le picriti il contenuto minimo di MgO al 12% e alzando quello massimo di alcali al 3%; ha inoltre fissato al 2% il contenuto massimo di alcali nelle komatiiti e meimechiti e abbassato al 52% di SiO2  il limite tra le boniniti e gli altri litotipi.